# Trigonisca
Trigonisca é um gênero de abelha sem ferrão presente do México até toda a América do sul em sua parte tropical e subtropical. Existem por volta de 500 espécies de abelhas sem ferrão no mundo catalogadas em diversos gêneros diferentes. Muitas espécies ainda não foram descobertas e outras estão passando por revisões para reenquadrá-las como novas espécies ou pertencentes a outros gêneros.
Existem até o momento 40 espécies de Trigonisca catalogadas, são elas:
| Gênero     | Espécie                   | Nome popular (se tiver)   |
| Trigonisca | Trigonisca bidentata      | Trigonisca bidentata      |
| Trigonisca | Trigonisca ceophloei      | Trigonisca ceophloei      |
| Trigonisca | Trigonisca dobzhanskyi    | Trigonisca dobzhanskyi    |
| Trigonisca | Trigonisca duckei         | lambe-olhos               |
| Trigonisca | Trigonisca extrema        | Trigonisca extrema        |
| Trigonisca | Trigonisca flavicans      | Trigonisca flavicans      |
| Trigonisca | Trigonisca fraissei       | Trigonisca fraissei       |
| Trigonisca | Trigonisca graeffei       | Trigonisca graeffei       |
| Trigonisca | Trigonisca hirticornis    | Trigonisca hirticornis    |
| Trigonisca | Trigonisca intermedia     | Trigonisca intermedia     |
| Trigonisca | Trigonisca meridionalis   | abelha-meridional         |
| Trigonisca | Trigonisca nataliae       | Trigonisca nataliae       |
| Trigonisca | Trigonisca pediculana     | Trigonisca pediculana     |
| Trigonisca | Trigonisca rondoni        | Trigonisca rondoni        |
| Trigonisca | Trigonisca unidentata     | Trigonisca unidentata     |
| Trigonisca | Trigonisca variegatifrons | Trigonisca variegatifrons |
| Trigonisca | Trigonisca vitrifrons     | Trigonisca vitrifrons     |
| Trigonisca | Trigonisca atomaria       | Trigonisca atomaria       |
| Trigonisca | Trigonisca azteca         | Trigonisca azteca         |
| Trigonisca | Trigonisca browni         | Trigonisca browni         |
| Trigonisca | Trigonisca buyssoni       | Trigonisca buyssoni       |
| Trigonisca | Trigonisca chachapoya     | Trigonisca chachapoya     |
| Trigonisca | Trigonisca clavicornis    | Trigonisca clavicornis    |
| Trigonisca | Trigonisca discolor       | Trigonisca discolor       |
| Trigonisca | Trigonisca euclydiana     | Trigonisca euclydiana     |
| Trigonisca | Trigonisca hirsuticornis  | Trigonisca hirsuticornis  |
| Trigonisca | Trigonisca longicornis    | Trigonisca longicornis    |
| Trigonisca | Trigonisca longitarsis    | Trigonisca longitarsis    |
| Trigonisca | Trigonisca manauara       | Trigonisca manauara       |
| Trigonisca | Trigonisca martinezi      | Trigonisca martinezi      |
| Trigonisca | Trigonisca maya           | Trigonisca maya           |
| Trigonisca | Trigonisca mendersoni     | Trigonisca mendersoni     |
| Trigonisca | Trigonisca mepecheu       | Trigonisca mepecheu       |
| Trigonisca | Trigonisca mixteca        | Trigonisca mixteca        |
| Trigonisca | Trigonisca moratoi        | Trigonisca moratoi        |
| Trigonisca | Trigonisca pipioli        | Trigonisca pipioli        |
| Trigonisca | Trigonisca roubiki        | Trigonisca roubiki        |
| Trigonisca | Trigonisca schulthessi    | Trigonisca schulthessi    |
| Trigonisca | Trigonisca tavaresi       | Trigonisca tavaresi       |
| Trigonisca | Trigonisca townsendi      | Trigonisca townsendi      |